# ウィル・ゲニア
ウィル・ゲニア（Will Genia 1988年1月17日 - ）は 、パプアニューギニア出身のラグビー指導者、元ラグビーユニオン選手。

## 人物
1988年1月17日、ポートモレスビーで生まれる。
父のキルロイ・ゲニア(Kilroy Genia)は元パプアニューギニア国会議員で大臣を歴任。兄のフランシス(Francis)はラグビー選手で、パプアニューギニア代表。弟のナイジェル(Nigel)もラグビー選手で、クイーンズランド州の高校代表、ラグビーオーストラリア20歳以下代表に選出される。

## キャリア
ブリスベン・ボーイズ・カレッジ卒業、カレッジのラグビークラブのチームメイトにジェームズ・ホーウィルがいた。カレッジ在学中、クイーンズランド州のセカンダリースクール(中高一貫システム校)選抜チームに入り、さらに高校代表(SchoolBoys)にも選出される。
2007年、スーパー14(現スーパーラグビー）のレッズに入る。同じポジションのサム・コーディングリー(Sam Cordingley)やベン・ルーカス(Ben Lucas)らとポジション争いをし、やがてレギュラーに定着する。
2009年、ワラビーズに選出、トライネイションズのオールブラックス戦で代表デビュー。同年の欧州遠征、11月7日のイングランド戦ではマンオブザマッチ(Man of the match)の活躍を見せる。
2010年、レッズのキャプテンに就任。シーズン終了後、チームメイト間の投票によりPlayer of the yearを、ファン投票によりplayer of the year winning the People's Choice awardを受賞。
2011年、スーパーラグビーでレッズ初優勝に貢献し、オーストラリア国内ラグビー記者の投票によりAustralian Super Rugby Player of the Yearを受賞。
2019年、近鉄ライナーズ(現:花園近鉄ライナーズ)に加入。SOクウェイド・クーパー との黄金コンビ復活と話題に。11月17日に行われたトップチャレンジリーグ第1節清水建設ブルーシャークス戦に途中出場で日本での公式戦初出場を果たす。
2025年5月、選手引退。7月から花園近鉄ライナーズでスキルコーチを務める。

## リンク
- ウィル・ゲニア - RUGBY DATABASE
- ウィル・ゲニア (@willgenia) - Instagram
- Will Genia Ultimate Rugby
- Will Genia Rugby Union
- Reds Profile
- Wallabies Profile